# 鈴木伸一 (俳人)
鈴木 伸一（すずき しんいち、1957年4月20日 - ）は、日本の俳人。国際俳句雑誌「吟遊」同人。

## 略歴
群馬県出身。國學院大學文学部卒業。1985年に「俳壇正賞」を受賞。ぐんま社会保険センター俳句教室講師。1997年より上毛新聞「ジュニア俳壇」選者として数多くの青少年俳句に接すると共に、学校での俳句授業や講演などを行い、青少年が俳句に親しむ環境づくりに取り組んでいる。世界俳句協会会員。

## 主な著書
- 句集『桃夭』（東京四季出版、1988年）

### 編著
- 『秀句350選 地』（蝸牛新社、1991年）